# Washington County (Oklahoma)
Washington County ist ein County im Bundesstaat Oklahoma der Vereinigten Staaten. Der Verwaltungssitz (County Seat) ist Bartlesville. Das U.S. Census Bureau hat bei der Volkszählung 2020 eine Einwohnerzahl von 52.455 ermittelt.

## Geographie
Das County liegt im Nordosten von Oklahoma, grenzt im Norden an Kansas und hat eine Fläche von 1099 Quadratkilometern, wovon 19 Quadratkilometer Wasserfläche sind. Es grenzt im Uhrzeigersinn an folgende Countys: Montgomery County (Kansas), Nowata County, Rogers County, Tulsa County, Osage County und Chautauqua County (Kansas).

## Geschichte
Washington County wurde 1897 als Original-County aus Cherokee-Land gebildet. Benannt wurde es nach George Washington, dem ersten Präsidenten der Vereinigten Staaten.

Price Tower

Im County liegt eine National Historic Landmark, der von Frank Lloyd Wright erbaute Price Tower. Neun Bauwerke und Stätten des Countys sind im National Register of Historic Places (NRHP) eingetragen (Stand 5. Juni 2018).

## Demografische Daten

Alterspyramide des Washington County

Nach der Volkszählung im Jahr 2000 lebten im Washington County 48.996 Menschen in 20.179 Haushalten und 14.024 Familien. Die Bevölkerungsdichte betrug 45 Einwohner pro Quadratkilometer. Ethnisch betrachtet setzte sich die Bevölkerung zusammen aus 81,17 Prozent Weißen, 2,49 Prozent Afroamerikanern, 8,60 Prozent amerikanischen Ureinwohnern, 0,74 Prozent Asiaten, 0,01 Prozent Bewohnern aus dem pazifischen Inselraum und 0,91 Prozent aus anderen ethnischen Gruppen; 6,07 Prozent stammten von zwei oder mehr Ethnien ab. 2,64 Prozent der Bevölkerung waren spanischer oder lateinamerikanischer Abstammung.
Von den 20.179 Haushalten hatten 30,5 Prozent Kinder unter 18 Jahre, die im Haushalt lebten. 57,2 Prozent waren verheiratete, zusammenlebende Paare, 9,3 Prozent waren allein erziehende Mütter. 30,5 Prozent waren keine Familien, 27,5 Prozent waren Singlehaushalte und in 13,0 Prozent der Haushalte lebten Menschen im Alter von 65 Jahren oder darüber. Die durchschnittliche Haushaltsgröße betrug 2,40 und die durchschnittliche Familiengröße betrug 2,91 Personen.
25,0 Prozent der Bevölkerung waren unter 18 Jahre alt, 7,7 Prozent zwischen 18 und 24, 25,0 Prozent zwischen 25 und 44, 24,5 Prozent zwischen 45 und 64 und 17,8 Prozent waren 65 Jahre oder älter. Das Durchschnittsalter betrug 40 Jahre. Auf 100 weibliche Personen kamen 92,1 männliche Personen. Auf 100 Frauen im Alter von 18 Jahren oder darüber kamen 87,7 Männer.
Das jährliche Durchschnittseinkommen eines Haushalts betrug 35.816 USD und das durchschnittliche Einkommen einer Familie betrug 43.514 USD. Männer hatten ein durchschnittliches Einkommen von 34.201 USD gegenüber den Frauen mit 22.389 USD. Das Prokopfeinkommen betrug 20.250 USD. 8,7 Prozent der Familien und 11,9 Prozent der Bevölkerung lebten unterhalb der Armutsgrenze.